# (3135) Lauer
(3135) Lauer (1981 EC9; 1978 NE1; 1979 SS2) ist ein Asteroid des inneren Hauptgürtels, der am 1. März 1981 vom US-amerikanischen Astronomen Schelte John Bus am Siding-Spring-Observatorium in der Nähe von Coonabarabran, New South Wales in Australien (IAU-Code 260) entdeckt wurde.

## Benennung
(3135) Lauer wurde nach Tod R. Lauer benannt, der als Student des California Institute of Technology am Planet-Crossing Asteroid Survey teilgenommen hatte. Er ist als Astronom an der Princeton University tätig und gehört zum Team der Wide-Field Camera.